# Novembre 1858

## Événements
- Le prince Alexandre Karađorđević est chassé de Serbie. Neutre pendant la guerre de Crimée, la Serbie, jusqu’alors sous protectorat russe, passe sous suzeraineté ottomane. Le prince Alexandre à qui la Skouptichina (Parlement) reproche sa passivité pendant le conflit, doit son salut à la fuite. Il est remplacé par Milos Obrenovic, qui avait dû abdiquer en 1839 (fin en 1860).

- 1er novembre : Lord Canning est nommé vice-roi des Indes (fin en 1862).

- 17 novembre : la France annexe l'atoll inhabité de Clipperton (océan Pacifique) à 2 000 kilomètres au large du Mexique.

## Naissances
- 11 novembre : Marie Bashkirtseff, diariste, peintre et sculpteur russe († 31 octobre 1884).
- 11 novembre : Alessandro Moreschi,Chanteur Soprano à La Chapelle Sixtine et à Saint-Pierre en Vatican († 21 avril 1922).

- 12 novembre : Edmond Aman-Jean, peintre, graveur et critique d'art français († 23 janvier 1936).
- 27 novembre : Elena Polenova, peintre russe († 19 novembre 1898)